# Рейнолдс, Брайан (футболист)
Бра́йан Кит Ре́йнолдс-мла́дший (англ. Bryan Keith Reynolds Jr.; 28 июня 2001, Форт-Уэрт, Техас, США) — американский футболист, правый защитник клуба «Вестерло» и сборной США.

## Карьера

### Клубная карьера
Рейнолдс — воспитанник академии ФК «Даллас». 22 ноября 2016 года «Даллас» подписал с 15-летним Рейнолдсом контракт по правилу доморощенного игрока на сезон 2017. Его профессиональный дебют состоялся 30 марта 2019 года в матче фарм-клуба «Далласа» в Лиге один ЮСЛ «Норт Тексас» против «Чаттануга Ред Вулвз». За «Даллас» в MLS он дебютировал 19 мая 2019 года в матче против «Лос-Анджелеса», выйдя на замену на 88-й минуте вместо Хесуса Феррейры. 27 августа 2019 года в матче «Норт Тексаса» против «Саут Джорджия Торменты» забил свой первый гол в профессиональной карьере. В ноябре 2019 года в течение двух недель тренировался с молодёжными составами мюнхенской «Баварии». После отъезда Реджи Кэннона в Европу в сентябре 2020 года Рейнолдс стал основным правым защитником «Далласа». 23 сентября 2020 года Рейнолдс подписал с «Далласом» новый четырёхлетний контракт до конца сезона 2024 с опцией продления на сезон 2025.
1 февраля 2021 года Рейнолдс отправился в клуб итальянской Серии A «Рома» в шестимесячную аренду с последующим выкупом и подписанием контракта до лета 2025 года. Сумма трансфера составила $8,12 млн (€6,75 млн) с возможным увеличением до $15 млн (€12,4 млн) в случае выполнения определённых условий. «Даллас» сохранил долю от следующего перехода игрока в 15 %. 14 марта 2021 года он дебютировал в составе «Ромы» в матче против «Пармы», выйдя на замену на 60-й минуте вместо Бруно Переса. 19-летний Рейнолдс стал вторым самым молодым американцем (после Джоша Переса), сыгравшим в итальянской Серии A.
23 января 2022 года Рейнолдс был отдан в аренду клубу бельгийской Про-лиги «Кортрейк» до конца сезона. За «Кортрейк» дебютировал 30 января 2022 года в матче против «Брюгге», выйдя на замену в конце второго тайма вместо Анте Палаверсы. 10 апреля 2022 года в матче против «Андерлехта» забил свой первый гол за «Кортрейк».
21 июня 2022 года Рейнолдс вернулся в Бельгию, отбыв в аренду в «Вестерло» с правом выкупа за €7 млн. Дебютировал за «Вестерло» 30 июля 2022 года в матче против «Ауд-Хеверле Лёвен», заменив в конце второго тайма Тюра Диркса. 17 сентября 2022 года в матче против «Шарлеруа» забил свой первый гол за «Вестерло». 30 июля 2023 года Рейнолдс подписал четырёхлетний контракт с «Вестерло». Стоимость трансфера составила около €3,5 млн плюс бонусы, а также 25 % от будущей перепродажи.

### Международная карьера
В 2017 году в составе сборной США до 17 лет Рейнолдс принимал участие в юношеских чемпионатах КОНКАКАФ и мира.
17 марта 2021 года Рейнолдс был впервые вызван в сборную США главным тренером Греггом Берхалтером для участия в тренировочном лагере перед товарищескими матчами со сборными Ямайки и Северной Ирландии. В матче со сборной Ямайки 25 марта 2021 года не был задействован, оставшись на скамейке запасных. В матче со сборной Северной Ирландии 28 марта 2021 года дебютировал за сборную США, выйдя на замену перед началом второго тайма вместо Сержиньо Деста. Рейнолдс стал 44-м игроком, дебютировавшим в сборной в 25 матчах под руководством Берхалтера.
Был включён в состав сборной на Золотой кубок КОНКАКАФ 2023. 28 июня 2023 года во втором матче группового этапа турнира против сборной Сент-Китса и Невиса забил свой первый гол за сборную США.

## Статистика
| Выступление      | Выступление      | Выступление      | Лига | Лига | Кубок | Кубок | Континент | Континент | Прочие | Прочие | Итого | Итого |
| Клуб             | Лига             | Сезон            | Игры | Голы | Игры  | Голы  | Игры      | Голы      | Игры   | Голы   | Игры  | Голы  |
| ---------------- | ---------------- | ---------------- | ---- | ---- | ----- | ----- | --------- | --------- | ------ | ------ | ----- | ----- |
| Даллас           | MLS              | 2017             | —    | —    | —     | —     | —         | —         | —      | —      | 0     | 0     |
| Даллас           | MLS              | 2018             | 0    | 0    | —     | —     | —         | —         | —      | —      | 0     | 0     |
| Даллас           | MLS              | 2019             | 10   | 0    | 2     | 0     | —         | —         | —      | —      | 12    | 0     |
| Даллас           | MLS              | 2020             | 17   | 0    | —     | —     | —         | —         | 2      | 0      | 19    | 0     |
| Даллас           | Итого            | Итого            | 27   | 0    | 2     | 0     | —         | —         | 2      | 0      | 31    | 0     |
| Норт Тексас      | USL1             | 2019             | 10   | 1    | —     | —     | —         | —         | 2      | 0      | 12    | 1     |
| Норт Тексас      | Итого            | Итого            | 10   | 1    | —     | —     | —         | —         | 2      | 0      | 12    | 1     |
| Рома             | Серия А          | 2020/21          | 5    | 0    | —     | —     | 0         | 0         | —      | —      | 5     | 0     |
| Рома             | Серия А          | 2021/22          | 1    | 0    | 0     | 0     | 2         | 0         | —      | —      | 3     | 0     |
| Рома             | Итого            | Итого            | 6    | 0    | 0     | 0     | 2         | 0         | —      | —      | 8     | 0     |
| Кортрейк         | Жюпилер Про Лига | 2021/22          | 9    | 1    | —     | —     | —         | —         | —      | —      | 9     | 1     |
| Кортрейк         | Итого            | Итого            | 9    | 1    | —     | —     | —         | —         | —      | —      | 9     | 1     |
| Вестерло         | Жюпилер Про Лига | 2022/23          | 32   | 1    | 2     | 0     | —         | —         | —      | —      | 34    | 1     |
| Вестерло         | Жюпилер Про Лига | 2023/24          | 10   | 0    | —     | —     | —         | —         | —      | —      | 10    | 0     |
| Вестерло         | Итого            | Итого            | 42   | 1    | 2     | 0     | —         | —         | —      | —      | 44    | 1     |
| Всего за карьеру | Всего за карьеру | Всего за карьеру | 94   | 3    | 4     | 0     | 2         | 0         | 4      | 0      | 104   | 3     |

## Достижения
Командные
 «Норт Тексас»
- Чемпион Лиги один ЮСЛ: 2019
- Победитель регулярного чемпионата Лиги один ЮСЛ: 2019